# Animeism
Animeism (アニメイズム?, Animeizumu) è un programma televisivo giapponese di genere contenitore all'interno del quale sono trasmesse serie anime, in onda sulla rete televisiva MBS dall'aprile 2012. Inizialmente era trasmesso il giovedì notte, ovvero nelle prime ore del venerdì, con due anime alla volta, mentre dall'aprile 2015 va in onda il venerdì notte. Dal luglio 2019 il programma anticipa di mezz'ora il proprio inizio, aggiungendo un nuovo blocco orario denominato Super Animeism (スーパーアニメイズム?, Sūpa Animeizumu). Da luglio 2017 Prime Video ha distribuito in esclusiva per il pubblico occidentale le serie di Animeism in lingua originale coi sottotitoli.

## Serie trasmesse
| #  | Blocco | Titolo                                                     | Fascia oraria | Data inizio     | Data fine         | Episodi | Studio             | Note                                          | Fonti         |
| -- | ------ | ---------------------------------------------------------- | ------------- | --------------- | ----------------- | ------- | ------------------ | --------------------------------------------- | ------------- |
| 1  | B2     | Natsuiro kiseki                                            | 26:25         | 6 aprile 2012   | 29 giugno 2012    | 12      | Sunrise            | Opera originale                               |               |
| 2  | B1     | Eureka Seven AO                                            | 25:55         | 12 aprile 2012  | 28 settembre 2012 | 24      | Bones              | Seguito di Eureka Seven                       |               |
| 3  | B2     | Joshiraku                                                  | 26:25         | 5 luglio 2012   | 28 settembre 2012 | 12      | J.C.Staff          | Basato sul manga di Kōji Kumeta               |               |
| 4  | B1     | K                                                          | 25:30         | 4 ottobre 2012  | 27 dicembre 2012  | 12      | GoHands            | Opera originale                               |               |
| 5  | B2     | Zetsuen no tempest                                         | 26:00         | 4 ottobre 2012  | 28 marzo 2013     | 24      | Bones              | Basato sul manga di Kyō Shirodaira            |               |
| 6  | B1     | Vividred Operation                                         | 25:30         | 10 gennaio 2013 | 28 marzo 2013     | 12      | A-1 Pictures       | Opera originale                               |               |
| 7  | B2     | Devil Survivor 2: The Animation                            | 26:05         | 4 aprile 2013   | 27 giugno 2013    | 13      | Bridge             | Basato sul videogioco della Atlus             |               |
| 8  | B1     | Kakumeiki Valvrave                                         | 25:35         | 11 aprile 2013  | 27 giugno 2013    | 12      | Sunrise            | Opera originale                               |               |
| 9  | B1     | Danganronpa: The Animation                                 | 25:35         | 4 luglio 2013   | 26 settembre 2013 | 13      | Lerche             | Basato sul videogioco della Spike             |               |
| 10 | B2     | Love Lab                                                   | 26:05         | 4 luglio 2013   | 26 settembre 2013 | 13      | Doga Kobo          | Basato sul manga di Ruri Miyahara             |               |
| 11 | B2     | Kill la Kill                                               | 26:05         | 3 ottobre 2013  | 27 marzo 2014     | 24      | Trigger            | Opera originale                               | [ 3 ]         |
| 12 | B1     | Kakumeiki Valvrave II                                      | 25:35         | 10 ottobre 2013 | 26 dicembre 2013  | 12      | Sunrise            | Seguito di Kakumeiki Valvrave                 |               |
| 13 | B1     | Hōzuki no reitetsu                                         | 25:35         | 9 gennaio 2014  | 3 aprile 2014     | 13      | Wit Studio         | Basato sul manga di Natsumi Eguchi            |               |
| 14 | B2     | Akuma no riddle                                            | 26:19         | 3 aprile 2014   | 19 giugno 2014    | 12      | Diomedéa           | Basato sul manga di Yun Kōga                  |               |
| 15 | B1     | Sidonia no kishi                                           | 25:49         | 10 aprile 2014  | 26 giugno 2014    | 12      | Polygon Pictures   | Basato sul manga di Tsutomu Nihei             |               |
| 16 | B1     | Persona 4: The Animation                                   | 25:49         | 10 luglio 2014  | 25 settembre 2014 | 12      | A-1 Pictures       | Basato sul videogioco della Atlus             |               |
| 17 | B2     | Kuroshitsuji - Book of Circus                              | 26:19         | 10 luglio 2014  | 11 settembre 2014 | 10      | A-1 Pictures       | Basato sul manga di Yana Toboso               |               |
| 18 | B1     | Gundam Reconguista in G                                    | 25:49         | 2 ottobre 2014  | 26 marzo 2015     | 26      | Sunrise            | Opera originale                               |               |
| 19 | B2     | Yūki Yūna wa yūsha de aru                                  | 26:19         | 16 ottobre 2014 | 25 dicembre 2014  | 12      | Studio Gokumi      | Opera originale                               |               |
| 20 | B2     | Sōkyū no Fafner: -EXODUS-                                  | 26:19         | 8 gennaio 2015  | 3 aprile 2015     | 13      | Xebec, Xebec zwei  | Seguito di Sōkyū no Fafner                    |               |
| 21 | B2     | Food Wars! Battaglie culinarie                             | 26:40         | 3 aprile 2015   | 25 settembre 2015 | 24      | J.C.Staff          | Basato sul manga di Yūto Tsukuda              |               |
| 22 | B1     | Sidonia no kishi: dai-kyū wakusei sen'eki                  | 26:10         | 10 aprile 2015  | 26 giugno 2015    | 12      | Polygon Pictures   | Seguito di Sidonia no kishi                   |               |
| 23 | B1     | Classroom Crisis                                           | 26:10         | 3 luglio 2015   | 25 settembre 2015 | 13      | Lay-duce           | Opera originale                               |               |
| 24 | B1     | K: Return of Kings                                         | 25:55         | 2 ottobre 2015  | 25 dicembre 2015  | 13      | GoHands            | Seguito di K                                  |               |
| 25 | B2     | Sōkyū no Fafner: -EXODUS- 2                                | 26:25         | 2 ottobre 2015  | 25 dicembre 2015  | 13      | Xebec, Xebec zwei  | Seguito di Fafner in the Azure: -EXODUS-      |               |
| 26 | B2     | Shōwa Genroku rakugo shinjū                                | 26:25         | 8 gennaio 2016  | 1º aprile 2016    | 13      | Studio Deen        | Basato sul manga di Haruko Kumota             |               |
| 27 | B1     | Ajin                                                       | 25:55         | 15 gennaio 2016 | 8 aprile 2016     | 13      | Polygon Pictures   | Basato sul manga di Gamon Sakurai             |               |
| 28 | B1     | The Lost Village                                           | 25:55         | 8 aprile 2016   | 24 giugno 2016    | 12      | Diomedéa           | Opera originale                               |               |
| 29 | B2     | Magi: Adventure of Sinbad                                  | 26:25         | 15 aprile 2016  | 2 luglio 2016     | 13      | Lay-duce           | Basato sul manga di Shinobu Ōtaka             |               |
| 30 | B1     | 91 Days                                                    | 25:55         | 8 luglio 2016   | 30 settembre 2016 | 13      | Shuka              | Opera originale                               |               |
| 31 | B2     | Berserk                                                    | 26:25         | 8 luglio 2016   | 23 settembre 2016 | 12      | GEMBA, Millepensee | Basato sul manga di Kentarō Miura             |               |
| 32 | B1     | Haikyū!! Karasuno kōkō VS Shiratorizawa gakuen kōkō        | 25:55         | 7 ottobre 2016  | 9 dicembre 2016   | 10      | Production I.G     | Basato sul manga di Haruichi Furudate         |               |
| 33 | B2     | Ajin 2                                                     | 26:25         | 7 ottobre 2016  | 23 dicembre 2016  | 13      | Polygon Pictures   | Seguito di Ajin                               |               |
| 34 | B2     | Shōwa Genroku rakugo shinjū: sukeroku futatabi-hen         | 26:25         | 6 gennaio 2017  | 24 marzo 2017     | 12      | Studio Deen        | Seguito di Shōwa Genroku rakugo shinjū        |               |
| 35 | B1     | Ao no exorcist: Kyōto fujō ō-hen                           | 25:55         | 6 gennaio 2017  | 24 marzo 2017     | 12      | A-1 Pictures       | Basato sul manga di Kazue Kato                |               |
| 36 | B2     | Berserk 2                                                  | 26:25         | 7 aprile 2017   | 23 giugno 2017    | 12      | GEMBA, Millepensee | Seguito di Berserk                            |               |
| 37 | B1     | Shingeki no Bahamut: Virgin Soul                           | 25:55         | 7 aprile 2017   | 29 settembre 2017 | 24      | MAPPA              | Seguito di Shingeki no Bahamut                |               |
| 38 | B2     | Shōkoku no Altair                                          | 26:25         | 7 luglio 2017   | 22 dicembre 2017  | 24      | MAPPA              | Basato sul manga di Kotono Katō               |               |
| 39 | B1     | Yūki Yūna wa yūsha de aru: Washio Sumi no shō/yūsha no shō | 25:55         | 6 ottobre 2017  | 5 gennaio 2018    | 13      | Studio Gokumi      | Prequel e sequel di Yūki Yūna wa yūsha de aru |               |
| 40 | B1     | Beatless                                                   | 25:55         | 12 gennaio 2018 | 28 settembre 2018 | 24      | Diomedéa           | Basato sul romanzo di Satoshi Hase            |               |
| 41 | B2     | Killing Bites                                              | 26:25         | 12 gennaio 2018 | 30 marzo 2018     | 12      | Liden Films        | Basato sul manga di Shin'ya Murata            |               |
| 42 | B2     | Magical Girl Site                                          | 26:25         | 6 aprile 2018   | 22 giugno 2018    | 12      | production doA     | Basato sul manga di Kentarō Satō              |               |
| 43 | B1     | Happy Sugar Life                                           | 25:55         | 13 luglio 2018  | 28 settembre 2018 | 12      | Ezo'la             | Basato sul manga di Tomiyaki Kagisora         | [ 4 ]         |
| 44 | B2     | Grand Blue                                                 | 26:25         | 13 luglio 2018  | 28 settembre 2018 | 12      | Zero-G             | Basato su un manga di Kenji Inoue             |               |
| 45 | B1     | Juliet in collegio                                         | 25:55         | 5 ottobre 2018  | 22 dicembre 2018  | 12      | Liden Films        | Basato su un manga di Yōsuke Kaneda           | [ 5 ]         |
| 46 | B2     | Iroduku: Il mondo a colori                                 | 26:25         | 5 ottobre 2018  | 29 dicembre 2018  | 13      | P.A. Works         | Opera originale                               | [ 6 ]         |
| 47 | B1     | Domestic Girlfriend                                        | 25:55         | 11 gennaio 2019 | 29 marzo 2019     | 12      | Diomedéa           | Basato su un manga di Kei Sasuga              | [ 7 ]         |
| 48 | B2     | Magical Girl Spec-Ops Asuka                                | 26:25         | 11 gennaio 2019 | 29 marzo 2019     | 12      | Liden Films        | Basato su un manga di Makoto Fukami           | [ 8 ]         |
| 49 | B1     | Senryū shōjo                                               | 25:55         | 5 aprile 2019   | 21 giugno 2019    | 12      | Connect            | Basato su un manga di Masakuni Igarashi       | [ 9 ]         |
| 50 | B1     | Midara na Ao-chan wa benkyō ga dekinai                     | 26:10         | 5 aprile 2019   | 21 giugno 2019    | 12      | Silver Link        | Basato su un manga di Ren Kawahara            | [ 10 ]        |
| 51 | B2     | Hitoribocchi no marumaruseikatsu                           | 26:25         | 5 aprile 2019   | 21 giugno 2019    | 12      | C2C                | Basato su un manga di Katsuwo                 | [ 11 ]        |
| 52 | SA     | Fire Force                                                 | 25:25         | 5 luglio 2019   | TBA               | 24      | David Production   | Basato su un manga di Atsushi Ōkubo           | [ 12 ] [ 13 ] |
| 53 | B1     | Granbelm                                                   | 25:55         | 5 luglio 2019   | TBA               | TBA     | Nexus              | Opera originale                               | [ 14 ]        |
| 54 | B2     | Araburu kisetsu no otome-domo yo                           | 26:25         | 5 luglio 2019   | TBA               | TBA     | Lay-duce           | Basato su un manga di Mari Okada              |               |

### Annotazioni
1. ↑  Data la loro durata di 12 minuti per singolo episodio, le serie Senryū shōjo e Midara na Ao-chan wa benkyō ga dekinai hanno condiviso la prima mezz'ora del contenitore per tutta la durata della stagione primaverile televisiva giapponese.
2. ↑  A partire da luglio 2019, il programma contenitore si espande di mezz'ora, anticipando il proprio orario d'inizio.

### Fonti
1. ↑  (EN) Crystalyn Hodgkins, MBS Creates New 'Super Animeism' Late-Night Anime Programming Block, su animenewsnetwork.com, Anime News Network, 9 marzo 2019. URL consultato il 25 agosto 2019.
2. ↑  (JA) MBS：7月に深夜アニメ枠スーパーアニメイズム新設 アニメイズムは継続, su Mantan Web, Mainichi Shimbun, 8 marzo 2019. URL consultato il 25 agosto 2019.
3. 1 2  (EN) Amazon Prime to Stream Animeism Shows Including Altair Worldwide, su animenewsnetwork.com, Anime News Network, 30 giugno 2017. URL consultato il 30 novembre 2018.
4. ↑  (EN) Crystalyn Hodgkins, Happy Sugar Life Anime's 2nd Promo Video Reveals July 13 Premiere, su Anime News Network, 1º giugno 2018. URL consultato il 1º giugno 2018.
5. ↑  (EN) Boarding School Juliet TV Anime 2nd Promo Video reveals October 5 premiere, su animenewsnetwork.com, Anime News Network, 7 settembre 2018. URL consultato il 7 settembre 2018 (archiviato il 7 settembre 2018).
6. ↑  (EN) Karen Ressler, P.A. Works' Iroduku Sekai no Ashita kara. Anime Reveals October 5 Premiere, Character Designs, su Anime News Network, 10 settembre 2018. URL consultato il 10 settembre 2018.
7. ↑  (EN) Domestic Girlfriend TV Anime Reveals January 11 Premiere, su animenewsnetwork.com, Anime News Network, 4 dicembre 2018. URL consultato il 4 dicembre 2018 (archiviato il 4 dicembre 2018).
8. ↑  (EN) Magical Girl Special Ops Asuka Anime's Ad Reveals January 11 Premiere, su animenewsnetwork.com, Anime News Network, 23 novembre 2018.
9. ↑  (EN) Senryū Shōjo Manga Gets Spring 2019 TV Anime With Kana Hanazawa, su animenewsnetwork.com, Anime News Network, 5 dicembre 2018. URL consultato il 6 dicembre 2018.
10. ↑  (EN) Ao-chan Can't Study Anime's 1st Promo Video Reveals April Premiere, 3 Cast Members, su Anime News Network, 28 dicembre 2018. URL consultato il 25 agosto 2019.
11. ↑  (EN) Crystalyn Hodgkins, Hitori Bocchi no Marumaru Seikatsu Anime Reveals More Cast, Staff, Spring 2019 Debut, su animenewsnetwork.com, Anime News Network, 26 agosto 2018. URL consultato il 26 agosto 2018.
12. ↑  (EN) Alex Mateo, Fire Force Anime Slated for This Year, in Anime News Network, 18 gennaio 2019. URL consultato il 6 luglio 2019.
13. ↑  (EN) Egan Loo, Fire Force TV Anime's 2nd Teaser Reveals July 5 Premiere, in Anime News Network, 17 marzo 2019. URL consultato il 6 luglio 2019.
14. ↑  (EN) Rafael Antonio Pineda, Crunchyroll Streams Granbelm Original Anime, su animenewsnetwork.com, Anime News Network, 5 luglio 2019. URL consultato il 25 agosto 2019.